# North Dandalup Dam
North Dandalup Dam är en dammbyggnad i Australien. Den ligger i kommunen Murray och delstaten Western Australia, omkring 65 kilometer söder om delstatshuvudstaden Perth.
Runt North Dandalup Dam är det mycket glesbefolkat, med 5 invånare per kvadratkilometer.. Närmaste större samhälle är Pinjarra, omkring 18 kilometer sydväst om North Dandalup Dam.
I omgivningarna runt North Dandalup Dam växer huvudsakligen savannskog. Genomsnittlig årsnederbörd är 943 millimeter. Den regnigaste månaden är september, med i genomsnitt 174 mm nederbörd, och den torraste är februari, med 9 mm nederbörd.